# Plutarchia guascensis
Plutarchia guascensis är en ljungväxtart som först beskrevs av José Cuatrecasas, och fick sitt nu gällande namn av A. C. Smith. Plutarchia guascensis ingår i släktet Plutarchia och familjen ljungväxter. Inga underarter finns listade i Catalogue of Life.